# Tarsnap
Tarsnap è un servizio di backup online sicuro per sistemi operativi UNIX-like, tra cui BSD, Linux e OS X. È stato creato nel 2008 da Colin Percival. Tarsnap crittografa i dati e quindi li archivia su Amazon S3.
Il servizio è progettato per l'efficienza, solo caricando e memorizzando i dati che sono stati modificati direttamente dall'ultimo backup. Le sue chiavi di sicurezza sono note solo all'utente.
È stato sviluppato e sottoposto a debug, con l'input richiesto dai cacciatori di taglie, per cercare di trovare vulnerabilità. Una vulnerabilità involontaria ma grave di riutilizzo è stata trovata da questo processo e risolta nel 2011.
Il documento della presentazione "Da bsdtar a tarsnap" di Percival di EuroBSD-Con 2013 contiene "tutti i tipi di dettagli su come funzionano esattamente gli algoritmi, come viene gestita la deduplicazione ... l'interno di come funziona Tarsnap"